# Liolaemus josephorum
Liolaemus josephorum este o specie de șopârle din genul Liolaemus, familia Tropiduridae, descrisă de Nüñez în anul 2001. Conform Catalogue of Life specia Liolaemus josephorum nu are subspecii cunoscute.